# 蒋辅义
蒋辅义（1958年9月—），男，汉族，四川营山人，中华人民共和国政治人物。河南大学中国现代史专业毕业。在职研究生学历，教授。第十二届全国人民代表大会四川地区代表。

## 生平
1981年12月加入中国共产党。1982年7月参加工作。2005年12月，出任中共眉山市委常委。2008年6月，转任乐山市人民政府市长。2013年，担任全国人大代表，任期5年。
2013年2月任中共泸州市委书记。2018年9月，当选为第十二届四川省政协委员。2022年1月16日，不再担任政协委员。